# Cantone di Montrichard
Il Cantone di Montrichard è una divisione amministrativa dell'arrondissement di Blois e dell'arrondissement di Romorantin-Lanthenay.
A seguito della riforma approvata con decreto del 21 febbraio 2014, che ha avuto attuazione dopo le elezioni dipartimentali del 2015, è passato da 13 a 16 comuni.

## Composizione
I 13 comuni facenti parte prima della riforma del 2014 erano:
- Angé
- Bourré
- Chaumont-sur-Loire
- Chissay-en-Touraine
- Faverolles-sur-Cher
- Monthou-sur-Cher
- Montrichard
- Pontlevoy
- Rilly-sur-Loire
- Saint-Georges-sur-Cher
- Saint-Julien-de-Chédon
- Thenay
- Vallières-les-Grandes

Dal 2015 i comuni appartenenti al cantone sono i seguenti 16:
- Bourré
- Chissay-en-Touraine
- Choussy
- Contres
- Couddes
- Faverolles-sur-Cher
- Fresnes
- Monthou-sur-Cher
- Montrichard
- Oisly
- Pontlevoy
- Saint-Georges-sur-Cher
- Saint-Julien-de-Chédon
- Sassay
- Thenay
- Vallières-les-Grandes